# Alain Hamer
Alain Hamer (* 10. Dezember 1965 in Luxemburg (Stadt)) ist ein ehemaliger luxemburgischer Fußballschiedsrichter. Hamer ist Bankangestellter und lebt in Waldbillig.
Hamer löste seine erste Lizenz als aktiver Fußballer im Alter von 15 Jahren beim CS Pétange. Da er sich nicht eine Karriere in der Nationaldivision zutraute und nach eigener Aussage talentfrei war, entschied sich der Luxemburger eine Karriere zum Fußballschiedsrichter einzuschlagen. 1993 wurde er zum FIFA-Schiedsrichter befördert. In seiner Karriere leitete er u. a. Spiele in der französischen Ligue 1, der belgischen Meisterschaft und der UEFA Champions League. Weiters pfiff er an verschiedenen Juniorenturnieren, wie z. B. die U21-Europameisterschaft 1998 und der Juniorenweltmeisterschaft 2001. 2004 wurde Alain Hamer als Vierter Offizieller für die Fußball-Europameisterschaft in Portugal selektioniert.
Einzig ein Einsatz an einer Weltmeisterschaft blieb dem Luxemburger verwehrt, da er kurz vor der WM-Endrunde 2006 aus der Teilnehmerliste gestrichen wurde. Dabei soll es laut Hamer zu unlauteren Dingen gekommen sein und es seien vor allem politische Gründe ausschlaggebend für seine schlussendliche Nicht-Nominierung für die Weltmeisterschaft 2006 gewesen.
Auf der UEFA-Liste-2007 der internationalen Schiedsrichter war er einer der 24 Elite-Schiedsrichter.
Nach seinem letzten Einsatz im Dezember 2010 beendete Hamer im Alter von 45 Jahren seine Schiedsrichterkarriere. Hamer lebt offen homosexuell.